# 本郷忠夫
本郷 忠夫（ほんごう ただお、1899年（明治32年）10月16日 - 1943年（昭和18年）7月3日）は、日本の陸軍軍人。最終階級は陸軍少将。

## 経歴
兵庫県出身。陸軍大将・本郷房太郎の三男として生まれる。陸軍中央幼年学校予科、中央幼年学校本科を経て、1920年（大正9年）5月、陸軍士官学校（32期）を卒業。同年12月、騎兵少尉に任官し騎兵第14連隊付となる。1933年（昭和8年）11月、陸軍大学校（45期）を卒業し騎兵第14連隊中隊長に就任。
1934年（昭和9年）12月、参謀本部付勤務となり、1935年（昭和10年）8月、騎兵少佐に進級。同年12月、参謀本部員に就任し、1936年（昭和11年）4月、参謀本部付（上海・長沙駐在）となる。1937年（昭和12年）8月、上海派遣軍参謀に発令され第一次上海事変に出征。同年11月、中支那方面軍参謀を兼務し日中戦争に出征。1938年（昭和13年）3月、騎兵中佐に昇進し、同年6月、参謀本部員に転じた。その後、報道部員を兼務し、1939年（昭和14年）3月、陸軍省兵務局課員（防衛課）に就任。
1940年（昭和15年）8月、北支那方面軍参謀に発令され中国戦線に出征。1941年（昭和16年）3月、陸軍大佐に進んだ。1942年（昭和17年）4月、第51師団参謀長発令され広東に駐屯。同年12月、第51師団はニューギニア戦線に転用され、ラエ・サラモアの戦いに参戦し、1943年7月に戦死して陸軍少将に進んだ。

## 親族
- 兄 本郷義夫（陸軍中将）